# Calypso (mitologie)

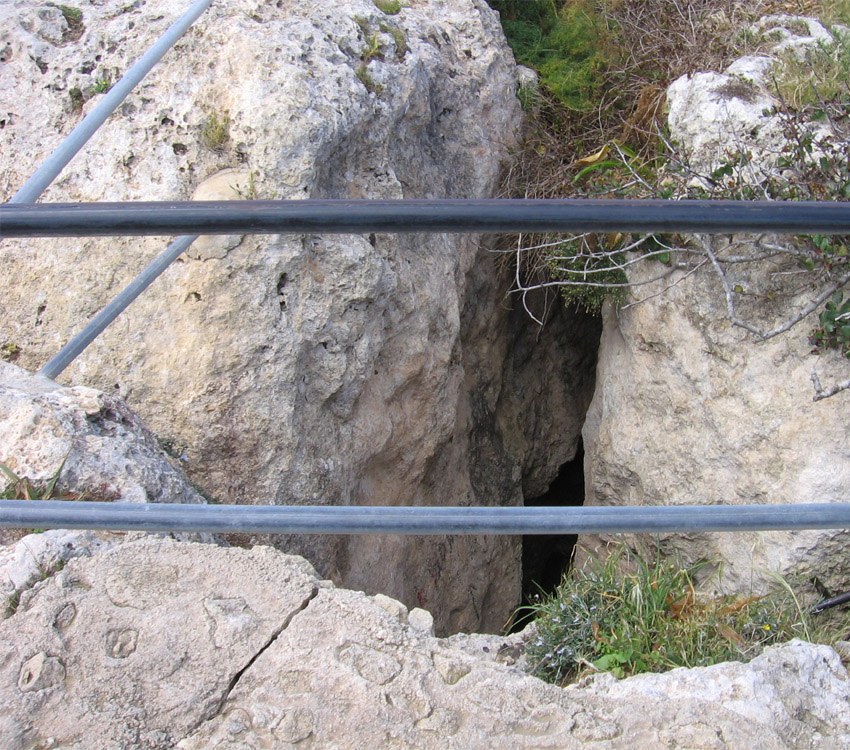
Intrarea în "Peștera lui Calypso" de pe insula Gozo

Calypso era o nimfă din insula Ogygia (insula Gozo din arhipelagul Malta), unde se spunea că ar fi naufragiat eroul Odiseu (Ulise). Era fiica lui Atlas (alteori a lui Nereus sau a lui Oceanus).

## Mitologie
Îndrăgostindu-se de Odiseu, Calypso i-a făgăduit nemurirea, cerându-i în schimb să rămână pururi lângă ea. Mânat de dorul de a se întoarce neîntârziat în Itaca, Odiseu refuză însă să se învoiască. El e reținut totuși timp de șapte ani (după o altă variantă, timp de zece ani) de către Calypso care, în cele din urmă, la porunca lui Zeus, îi dă drumul, lăsându-l să-și continue călătoria.